# Ebenezer R. Hoar

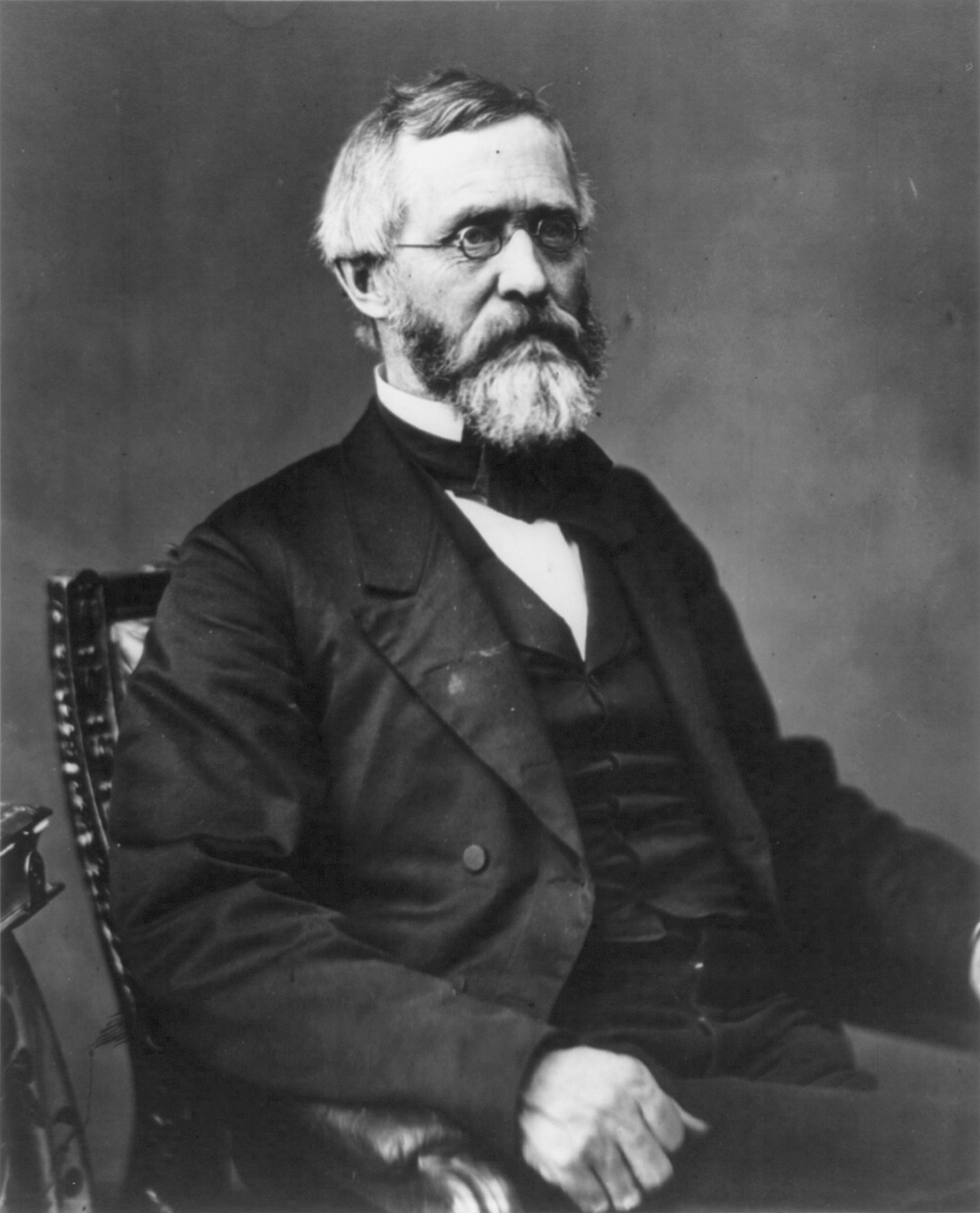
Ebenezer R. Hoar

Ebenezer Rockwood Hoar, född 21 februari 1816 i Concord i Massachusetts, död 31 januari 1895 i Concord i Massachusetts, var en amerikansk politiker. Han var bror till senator George Frisbie Hoar.
Hoar utexaminerades från Harvard University 1835 och arbetade som jurist. Han gick med i whigpartiet och var en motståndare till slaveriet.
Hoar var domare i delstaten Massachusetts högsta domstol 1859–1869. Som republikansk politiker var han USA:s justitieminister 1869–1870 och ledamot av USA:s representanthus i den 43:e kongressen 1873–1875. Medan han var justitieminister, nominerades han av president Ulysses S. Grant till USA:s högsta domstol men senaten godkände inte utnämningen. 1874 valde han att inte kandidera till en ny mandatperiod i representanthuset och återvände till arbetet som jurist.